# 김원곤
김원곤(1954년 ~ )은 대한민국의 의사, 대학 교수이다.

## 생애
서울대학교병원 흉부외과 의사로 전문서적 8권 펴낸 심혈관수술 분야의 권위자이다. 철저한 자기 관리, 중년 이후의 성취의 사례로 여러차례 언론에 보도 되었다.

## 경력
- 2006년 5월 : 서울대학교 의과대학 흉부외과 교수
- 2001년 9월 : 서울대학교 의과대학 흉부외과 조교수
- 1998년 5월 : 서울대학교 의과대학 흉부외과 전임강사

## 학력
- 서울대학교 의과대학 의학사
- 서울대학교 의과대학원 의학석사
- 서울대학교 의과대학원 의학박사

## 저서
- 《50대에 시작한 4개 외국어 도전기》
- 《심장수술환자 관리》
- 《심폐바이패스의 이론과 실제》
- 《My Heart》
- 《심장병치료의 역사》
- 《의대생을 위한 흉부외과학》